# Élection présidentielle sud-ossète de 2006
L'élection présidentielle sud-ossète de 2006, se déroule le 12 novembre 2006 en Ossétie du Sud, un État de facto jouissant d'une reconnaissance internationale limitée, situé dans les limites de la Géorgie. L'exercice électoral coïncide avec le référendum sur l'indépendance (en) de l'Ossétie du Sud. Le titulaire du poste Edouard Kokoïty était à la recherche d'un deuxième mandat complet de cinq ans. Il a été réélu avec plus de 98,1% des voix. Selon les autorités de facto, l'élection a été surveillée par une équipe de 34 observateurs internationaux venus d'Allemagne, d'Autriche, de Pologne, de Suède et d'autres pays, pour un total de 78 bureaux de vote. La délégation ukrainienne était conduite par Nataliya Vitrenko du Parti socialiste progressiste d'Ukraine. Le processus électoral a été critiqué par la société civile locale et les résultats risquent d'avoir été gonflés.

## Système électoral
Le président de l'Ossétie du Sud est élu au scrutin uninominal majoritaire à deux tours pour un mandat de 5 ans renouvelable une fois. Est élu le candidat qui recueille la majorité absolue des votes valides au premier tour. À défaut, les deux candidats arrivés en tête au premier tour s'affrontent lors d'un second tour, et celui recueillant le plus de voix est déclaré élu. Pour être reconnu valide, le second tour doit réunir un taux de participation d'au moins 30 % des inscrits.
L'article 48 de la constitution sud-ossète dispose que, pour être candidat, une personne doit être citoyen ossète, avoir au moins 35 ans, avoir le droit de vote, parler les langues nationales et résider sur le territoire sud-ossète depuis au moins 10 ans.

## Candidats
Quatre candidats se disputent le poste de président de la république d'Ossétie du Sud : 
- Edouard Kokoïty, président de l'Ossétie du Sud sortant (depuis 2001)

- Leonid Tibilov, chef du groupe sud-ossète au sein de la commission mixte de contrôle du conflit géorgien-ossète
- Inal Pukhayev, chef de l'administration du district de Tskhinvali
- Oleg Gabodze, temporairement au chômage

## Résultats
| Candidats                 | Candidats                 | Partis                    | Voix   | %     |
| ------------------------- | ------------------------- | ------------------------- | ------ | ----- |
|                           | Edouard Kokoïty           | Parti Unité               | 51 150 | 98,06 |
|                           | Leonid Tibilov            | Indépendant               | 476    | 0,91  |
|                           | Inal Pukhayev             | Indépendant               | 194    | 0,37  |
|                           | Oleg Gabodze              | Indépendant               | 175    | 0,34  |
|                           | « Aucun de ces choix »    | « Aucun de ces choix »    | 168    | 0,32  |
|                           |                           |                           |        |       |
| Votes valides             | Votes valides             | Votes valides             | 52 163 | 99,47 |
| Votes blancs ou invalides | Votes blancs ou invalides | Votes blancs ou invalides | 280    | 0,53  |
| Total                     | Total                     | Total                     | 52 443 | 100   |
| Abstention                | Abstention                | Abstention                | 2 720  | 4,93  |
| Abstention                | Abstention                | Abstention                | 55 163 | 95,07 |

## Élections alternatives et référendum
Pendant ce temps, les politiciens de l'opposition sud-ossète, dont certains avaient quitté Tskhinvali en raison d'un conflit avec le président en fonction Edouard Kokoïty, ont mis en place une commission électorale centrale alternative et ont nommé leurs candidats à la présidence: Gogi Chigoyev, Teimuraz Djeragoyev, Tamar Charayeva, et Dmitry Sanakoyev (en), qui a été ministre de la Défense puis Premier ministre pendant plusieurs mois en 2001 sous la direction du prédécesseur d'Edouard Kokoïty, Lioudvig Tchibirov. Les électeurs devaient également répondre à une question: « Êtes-vous d'accord avec la reprise des pourparlers avec la Géorgie sur une union fédérale ? ». Les élections alternatives et le référendum ont eu lieu dans les villages à population mixte géorgienne-ossète non contrôlés par le gouvernement sécessionniste. L'Union du salut d'Ossétie du Sud, qui a organisé l'élection, a rejeté la demande d'une ONG géorgienne, Multinational Georgia, de la surveiller et les résultats publiés sont également très susceptibles d'avoir été gonflés.
Bien que le gouvernement géorgien ait officiellement déclaré les deux élections illégales[réf. nécessaire], Edouard Kokoïty a accusé Tbilissi d'avoir organisé des élections alternatives afin de créer un gouvernement fantoche en Ossétie du Sud.

### Sources et bibliographie
- Georgia: South Ossetia Seeks To Contain Opposition Challenge, Radio Free Europe, 2006-11-10
- Staging ‘Alternative Choice’ for S.Ossetia, Online Magazine - Civil Georgia, 7 novembre 2006.
- South Ossetia to Elect Two Presidents, Kommersant, 11 novembre 2006.
- Georgia: South Ossetia Seeks To Contain Opposition Challenge, Radio Free Europe/Radio Liberty, 10 November 2006.